# Анна Кареніна (фільм, 2012)
«Анна Кареніна» (англ. Anna Karenina) — це британський драматичний фільм, знятий у 2012 році режисером Джо Райтом на основі роману Льва Толстого «Анна Кареніна». У головних ролях — Кіра Найтлі та Джуд Лоу.

## Сюжет
Чергова, двадцята за ліком, екранізація роману Льва Толстого (в адаптації Тома Стоппарда).  Головні події фільму відбуваються в кінці XIX століття в царській Росії. Відправившись на декілька днів до Москви, з метою примирити свого брата з його дружиною, Анна Кареніна на вокзалі неочікувано знайомиться з офіцером Вронським. Це знайомство різко змінює її життя. Анна шалено закохується в молодого офіцера, а вона все ж одружена. Вона з часом повертається до Петербурга до сім'ї. Не витримавши розлуки, Вронський їде до неї. Кареніна теж не може подолати своїх почуттів, і вони починають таємно зустрічатися. Незабаром про роман дізнається чоловік, і життя кожного з них починає змінюватися. Зрештою, Анна вирішує піти від некоханого чоловіка, чим накликає на себе громадський осуд манірного вищого суспільства.

## У ролях
- Кіра Найтлі — Анна Кареніна
- Джуд Лоу — Олексій Каренін, чоловік Анни
- Аарон Тейлор-Джонсон — Олексій Вронський, коханець Анни
- Келлі Макдональд — Доллі Облонська, жінка Стіви
- Меттью Макфедьєн — Стіва Облонський, брат Анни
- Емілі Вотсон — графиня Лідія Іванівна
- Мішель Докері — княгиня М'ягка
- Олівія Вільямс — графиня Вронська, мати Олексія
- Голлідей Грейнджер — баронеса
- Домналл Глісон — Костянтин Левін
- Алісія Вікандер — Кітті Щербацька
- Білл Скошґорд — капітан Махотин
- Джон Бредлі-Вест — австрійський принц (в титрах не зазначений)

## Нагороди та номінації

### Нагороди
- Оскар (2012):
  - Найкращий дизайн костюмів — Жаклін Дюрран

### Номінації
- Оскар (2012):
  - Найкраща пісня до фільму — Даріо Маріанеллі
  - Найкраща робота художника-постановника — Сара Грінвуд та Кеті Спенсер
  - Найкраща операторська робота — Сімус Макгарві